# Isabel de Valois, rainha de Inglaterra
Isabel de Valois ou Isabel de França (em francês:  Isabelle de France, em inglês:  Isabella; Paris, 9 de novembro de 1389 — Blois, 13 de setembro de 1409), foi rainha consorte de Inglaterra como esposa de Ricardo II. Seus pais eram Carlos VI de França e Isabel da Baviera. A irmã mais nova de Isabel, Catarina de Valois, foi rainha da Inglaterra de 1420 a 1422 como consorte e esposa de Henrique V de Inglaterra e mãe do rei Henrique VI de Inglaterra.

## Biografia
Isabel era a filha Carlos VI de França e Isabel da Baviera. Em 31 de outubro de 1396, quase com sete anos de idade, Isabel casou-se com o viúvo rei Ricardo II de Inglaterra em um movimento pela paz com a França. Ela é descrita como bonita e praticada para ser capaz de desempenhar seu papel de rainha. O rei Ricardo viajou para Paris para buscá-la, onde o casamento foi celebrado com grandes festividades na corte real francesa, antes de seguirem para o enclave inglês de Calais, onde a cerimônia formal de casamento foi realizada em 31 de outubro.

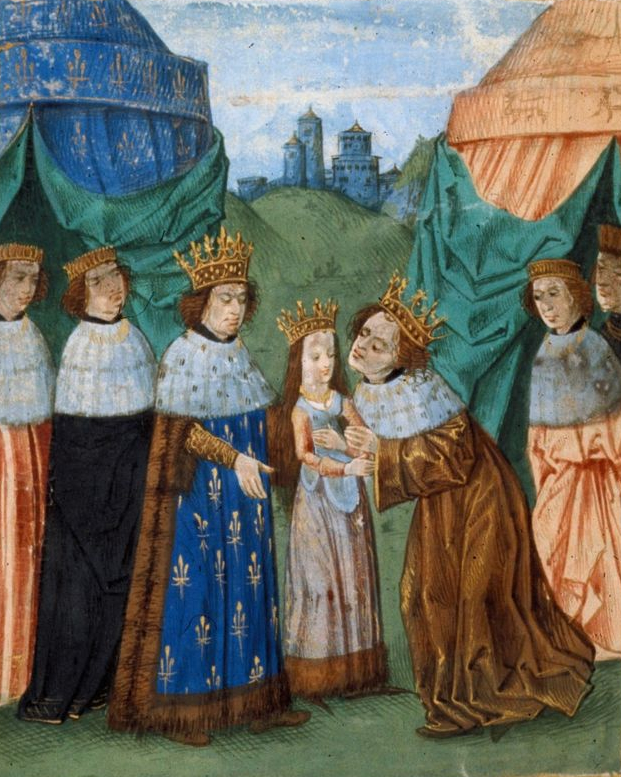
Isabel sendo entregue pelo seu pai ao rei Ricardo II em 1396. Ele tinha 29 anos; ela tinha seis anos.

### Rainha da Inglaterra

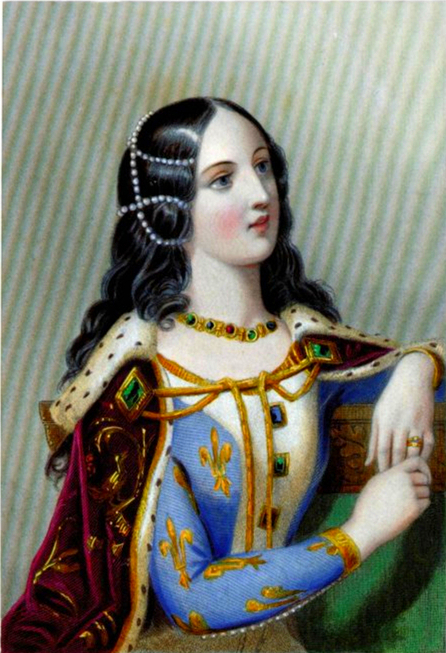
Isabel por Mary Howitt, no seu livro Biographical Sketches of the Queens of England, From the Norman Conquest to the Reign of Victoria; or The Royal Book of Beauty.

Após o casamento, a rainha Isabel seguiu Ricardo até a Inglaterra, onde foi colocada no Castelo de Windsor com sua própria corte, sob a supervisão de sua governanta nomeada e dama de companhia Lady de Coucy (mais tarde substituída por Lady Mortimer). Ela foi formalmente coroada rainha da Inglaterra em Westminster, em Londres, no ano seguinte, 1397.
Embora a união fosse política e um casamento arranjado, Ricardo II e a criança Isabel desenvolviam um relacionamento mutuamente respeitoso: Ricardo a visitava regularmente em Windsor, onde ele a tratava com respeito e entretinha ela e suas damas de companhia com conversas engraçadas e Isabel teria gostado e aguardava ansiosamente suas visitas.
Em maio de 1399, a rainha foi transferida para o Castelo de Portchester para proteção enquanto Ricardo fazia uma campanha militar na Irlanda. Durante a rebelião seguinte contra Ricardo, Isabel foi transferida pelo Duque de Iorque primeiro para o Castelo de Wallingford e depois para o Castelo de Leeds. Quando em seu retorno à Inglaterra, Ricardo II foi preso e morreu sob custódia, a rainha Isabel recebeu ordens do novo rei Henrique IV de sair do Castelo de Windsor e se instalar no Palácio Sonning do lado do Tamisa do bispo de Salisbury, em prisão domiciliar formal. 

### Vida Posterior
Em 1400, Ricardo foi morto, e o tribunal francês solicitou que Isabel retornasse à França. O rei Henrique IV inicialmente recusou, decidindo que a rainha Isabel deveria se casar com seu filho, o futuro Henrique V de Inglaterra, mas ela recusou. Sabendo que seu marido estava morto, ela entrou em luto, ignorando as exigências de Henrique IV. Em agosto de 1401, ele a deixou voltar para a França, mas manteve seu dote. 
Em 1406, Henrique IV repetiu sua sugestão de que Isabel se casasse com seu filho, mas foi recusada pela corte francesa.
Em 29 de junho de 1406, a rainha Isabel, 16 anos, casou-se com seu primo, Carlos, Duque de Orleães, de 11 anos. Ela morreu no parto aos 19 anos.  Sua filha sobrevivente, Joana (1409-1432), casou-se com João II de Alençon em 1424. O corpo de Isabel foi enterrado em Blois, na abadia de São Laumer, onde foi descoberto mais tarde, em 1624, curiosamente envolto em faixas de linho chapeado sobre com mercúrio. Foi então transferido para a Igreja dos Celestinos em Paris.

## Na cultura popular
Isabel aparece nas seguintes obras:
- Na peça Richard II, de William Shakespeare, escrita em 1595, onde aparece como uma adulta;
- O livro The Gentle Falcon, de Hilda Lewis, de 1952, conta a história do casamento de Isabel com Ricardo;
- Já em My Lady, My Love, de Gladys Malvern, trata dos acontecimentos após a morte do rei e o retorno da princesa para a França;

## Ligações Externas
Foundation for Medieval Genealogy